# Sistema de ligas de futebol da Colômbia
O sistema de ligas do futebol colombiano, também conhecido como pirâmide do futebol colombiano, consiste em uma série de divisões disputadas por clubes de futebol da Colômbia. Os torneios são organizados pela División Mayor del Fútbol Colombiano (DIMAYOR), entidade esportiva independente criada pelos clubes e responsável em âmbito nacional pelo futebol colombiano profissional e ligada à Federação Colombiana de Futebol (FCF), que é a entidade máxima do futebol na Colômbia. O Campeonato Colombiano de Futebol está dividido em duas categorias (ou dois níveis) profissionais: Primera A e Primera B, respectivamente, primeira e segunda divisão.

## Estrutura

### Campeonato Colombiano de Futebol
No topo do futebol colombiano está a Primera A, primeira divisão profissional, que é organizada pela División Mayor del Fútbol Colombiano (DIMAYOR) e composta pelos 20 melhores clubes do país. Logo abaixo temos a Primera B, segunda e última divisão profissional, também organizada pela DIMAYOR e composta por 16 clubes. De 1991 a 2010, houve um terceiro nível conhecido como Primera C, criado pela DIMAYOR e organizado pela División Aficionada del Fútbol Colombiano (DIFÚTBOL), para times amadores e categorias de base.

### Acessos e rebaixamentos
Na Primera A, além do direito ao título de campeão nacional, a liga promove tanto à Taça Libertadores da América como à Copa Sul-Americana, dependendo da classificação de cada um dos times. Por outro lado, os dois últimos colocados da liga descem para a divisão inferior. A Primera B promove dois times para a elite do futebol colombiano..

## Sistema atual

### Futebol masculino
| Nível | Liga(s)/Divisão(ões)                       | Liga(s)/Divisão(ões)                       | Liga(s)/Divisão(ões)                       | Liga(s)/Divisão(ões)                       | Liga(s)/Divisão(ões)                       | Liga(s)/Divisão(ões)                       | Liga(s)/Divisão(ões)                       | Liga(s)/Divisão(ões)                       | Liga(s)/Divisão(ões)                       | Liga(s)/Divisão(ões)                       | Liga(s)/Divisão(ões)                       | Liga(s)/Divisão(ões)                       |
| 1     | Primera A Liga BetPlay DIMAYOR 20 clubes   | Primera A Liga BetPlay DIMAYOR 20 clubes   | Primera A Liga BetPlay DIMAYOR 20 clubes   | Primera A Liga BetPlay DIMAYOR 20 clubes   | Primera A Liga BetPlay DIMAYOR 20 clubes   | Primera A Liga BetPlay DIMAYOR 20 clubes   | Primera A Liga BetPlay DIMAYOR 20 clubes   | Primera A Liga BetPlay DIMAYOR 20 clubes   | Primera A Liga BetPlay DIMAYOR 20 clubes   | Primera A Liga BetPlay DIMAYOR 20 clubes   | Primera A Liga BetPlay DIMAYOR 20 clubes   | Primera A Liga BetPlay DIMAYOR 20 clubes   |
|       | ↓↑ 2 clubes                                |                                            |                                            |                                            |                                            |                                            |                                            |                                            |                                            |                                            |                                            |                                            |
| 2     | Primera B Torneo BetPlay DIMAYOR 16 clubes | Primera B Torneo BetPlay DIMAYOR 16 clubes | Primera B Torneo BetPlay DIMAYOR 16 clubes | Primera B Torneo BetPlay DIMAYOR 16 clubes | Primera B Torneo BetPlay DIMAYOR 16 clubes | Primera B Torneo BetPlay DIMAYOR 16 clubes | Primera B Torneo BetPlay DIMAYOR 16 clubes | Primera B Torneo BetPlay DIMAYOR 16 clubes | Primera B Torneo BetPlay DIMAYOR 16 clubes | Primera B Torneo BetPlay DIMAYOR 16 clubes | Primera B Torneo BetPlay DIMAYOR 16 clubes | Primera B Torneo BetPlay DIMAYOR 16 clubes |

### Futebol feminino
| Nível | Liga(s)/Divisão(ões)                                     | Liga(s)/Divisão(ões)                                     | Liga(s)/Divisão(ões)                                     | Liga(s)/Divisão(ões)                                     | Liga(s)/Divisão(ões)                                     | Liga(s)/Divisão(ões)                                     | Liga(s)/Divisão(ões)                                     | Liga(s)/Divisão(ões)                                     | Liga(s)/Divisão(ões)                                     | Liga(s)/Divisão(ões)                                     | Liga(s)/Divisão(ões)                                     | Liga(s)/Divisão(ões)                                     |
| 1     | Liga Profesional Liga Femenina BetPlay DIMAYOR 20 clubes | Liga Profesional Liga Femenina BetPlay DIMAYOR 20 clubes | Liga Profesional Liga Femenina BetPlay DIMAYOR 20 clubes | Liga Profesional Liga Femenina BetPlay DIMAYOR 20 clubes | Liga Profesional Liga Femenina BetPlay DIMAYOR 20 clubes | Liga Profesional Liga Femenina BetPlay DIMAYOR 20 clubes | Liga Profesional Liga Femenina BetPlay DIMAYOR 20 clubes | Liga Profesional Liga Femenina BetPlay DIMAYOR 20 clubes | Liga Profesional Liga Femenina BetPlay DIMAYOR 20 clubes | Liga Profesional Liga Femenina BetPlay DIMAYOR 20 clubes | Liga Profesional Liga Femenina BetPlay DIMAYOR 20 clubes | Liga Profesional Liga Femenina BetPlay DIMAYOR 20 clubes |